# Giải bóng đá trong nhà cúp quốc gia 2018
Giải bóng đá trong nhà cúp quốc gia 2018 (tên gọi chính thức là Giải Futsal HDBank Cúp Quốc gia 2018) là giải futsal do VFF và Đài Tiếng nói Việt Nam phối hợp tổ chức lần thứ hai liên tiếp, đây cũng là mùa giải thứ tư của Giải bóng đá trong nhà cúp quốc gia được tổ chức.

## Các đội tham gia
Giải Futsal HDBank cúp Quốc gia 2018 được Liên đoàn Bóng đá Việt Nam và Đài Tiếng nói Việt Nam phối hợp tổ chức, có 9 đội tham dự gồm: Thái Sơn Nam, Sanatech Khánh Hòa, Hải Phương Nam Đại học Gia Định, Sài Gòn FC, Cao Bằng, TTH Green Quảng Ninh, Thái Sơn Bắc, Sanna Khánh Hòa, câu lạc bộ Futsal Đà Nẵng.

## Địa điểm thi đấu
Tất cả các trận đấu từ vòng loại đến vòng chung kết đều diễn ra tại Nhà thi đấu đa năng Đại Yên thuộc Tỉnh Quảng Ninh.

## Vòng loại
Ở vòng loại, có 3 đội bóng Futsal thi đấu vòng tròn 1 lượt tính điểm. Đội xếp thứ Nhất và thứ Nhì sẽ tham dự Vòng chung kết.
| Đà Nẵng FC                                      | 3–3      | Thái Sơn Bắc                                |
| ----------------------------------------------- | -------- | ------------------------------------------- |
| Ngô Doãn Nam 3' · Trần Quang 30' · Tuấn Bảo 40' | Chi tiết | Trần Danh Phát 1', 5' · Nguyễn Thành Tín 9' |

| Sanna Khánh Hòa                                                               | 4–1            | Đà Nẵng FC          |
| ----------------------------------------------------------------------------- | -------------- | ------------------- |
| Mai Thành Đạt 20' · Khổng Đình Hùng 26' · Phan Khắc Chí 27' · Nguyễn Phúc 36' | Chi tiết Video | Trương Văn Hùng 20' |

| Thái Sơn Bắc                                 | 3–0            | Sanna Khánh Hòa |
| -------------------------------------------- | -------------- | --------------- |
| Trần Trung Hiếu 11' · Từ Minh Quang 20', 26' | Chi tiết Video |                 |

| VT | Đội             | ST | T | H | B | BT | BB | HS | Đ | Thăng hạng hoặc xuống hạng |
| -- | --------------- | -- | - | - | - | -- | -- | -- | - | -------------------------- |
| 1  | Thái Sơn Bắc    | 2  | 1 | 1 | 0 | 6  | 3  | +3 | 4 | Lọt vào Vòng chung kết     |
| 2  | Sanna Khánh Hòa | 2  | 1 | 0 | 1 | 4  | 4  | 0  | 3 | Lọt vào Vòng chung kết     |
| 3  | Đà Nẵng FC      | 2  | 0 | 1 | 1 | 4  | 7  | −3 | 1 |                            |

## Vòng chung kết
Ở vòng chung kết, có 8 đội bóng Futsal tranh tài. Các đội thi đấu theo thể thức loại trực tiếp một trận, nếu sau hai hiệp thi đấu chính thức có tỷ số hoà thì sẽ thi đá luân lưu 6m để xác định đội thắng.
|  | Trận tranh hạng 5 | Trận tranh hạng 5         | Trận tranh hạng 5 |  |    | Play-off hạng 5–8 | Play-off hạng 5–8         | Play-off hạng 5–8 |  |    | Tứ kết                    | Tứ kết                | Tứ kết |     |                       | Bán kết         | Bán kết | Bán kết |     |                   | Chung kết         | Chung kết             | Chung kết |
|  |                   |                           |                   |  |    |                   |                           |                   |  |    |                           |                       |        |     |                       |                 |         |         |     |                   |                   |                       |           |
|  |                   |                           |                   |  |    |                   |                           |                   |  |    | T4                        | Thái Sơn nam          | 4      |     |                       |                 |         |         |     |                   |                   |                       |           |
|  |                   |                           |                   |  |    |                   |                           |                   |  |    | T4                        | Cao Bằng FC           | 2      |     |                       |                 |         |         |     |                   |                   |                       |           |
|  |                   |                           |                   |  |    | T8                | Cao Bằng FC               | 2 (1)             |  |    |                           |                       |        |     | T10                   | Thái Sơn nam    | 2       |         |     |                   |                   |                       |           |
|  |                   |                           |                   |  |    | T8                | Sanatech Sanest Khánh Hòa | 2 (2)             |  |    |                           |                       |        |     | T10                   | Thái Sơn Bắc    | 1       |         |     |                   |                   |                       |           |
|  |                   |                           |                   |  |    |                   |                           |                   |  | T5 | Sanatech Sanest Khánh Hòa | 0                     |        |     |                       |                 |         |         |     |                   |                   |                       |           |
|  |                   |                           |                   |  |    |                   |                           |                   |  |    | T5                        | Thái Sơn Bắc          | 1      |     |                       |                 |         |         |     |                   |                   |                       |           |
|  | T13               | Sanatech Sanest Khánh Hòa | 1                 |  |    |                   |                           |                   |  |    |                           |                       |        |     |                       |                 |         |         |     | T15               | Thái Sơn nam      | 3                     |           |
|  | T13               | TTH Green Quảng Ninh      | 6                 |  |    |                   |                           |                   |  |    |                           |                       |        |     |                       |                 |         |         | T15 | Sanna Khánh Hòa   | 2                 |                       |           |
|  |                   |                           |                   |  |    |                   |                           |                   |  |    | T6                        | Hải Phương Nam - ĐHGĐ | 0      |     |                       |                 |         |         |     |                   |                   |                       |           |
|  |                   |                           |                   |  |    |                   |                           |                   |  |    | T6                        | Sài Gòn FC            | 1      |     |                       |                 |         |         |     |                   |                   |                       |           |
|  |                   |                           |                   |  | T9 | Sài Gòn FC        | 1                         |                   |  |    |                           |                       |        | T11 | Hải Phương Nam - ĐHGĐ | 1               |         |         |     |                   |                   |                       |           |
|  | Trận tranh hạng 7 | Trận tranh hạng 7         | Trận tranh hạng 7 |  |    | T9                | TTH Green Quảng Ninh      | 3                 |  |    |                           |                       |        |     | T11                   | Sanna Khánh Hòa | 4       |         |     | Trận tranh hạng 3 | Trận tranh hạng 3 | Trận tranh hạng 3     |           |
|  | T12               | Cao Bằng FC               | 3                 |  |    |                   |                           |                   |  |    | T7                        | TTH Green Quảng Ninh  | 0      |     |                       |                 |         |         |     | T14               | Thái Sơn Bắc      | 2                     |           |
|  | T12               | Sài Gòn FC                | 4                 |  |    |                   |                           |                   |  |    | T7                        | Sanna Khánh Hòa       | 1      |     |                       |                 |         |         |     |                   | T14               | Hải Phương Nam - ĐHGĐ | 5         |

### Vòng tứ kết
| Thái Sơn nam                                            | 4–2            | Cao Bằng FC                          |
| ------------------------------------------------------- | -------------- | ------------------------------------ |
| Trần Văn Vũ 8', 35' · Vũ Xuân Du 24' · Tôn Thất Phi 28' | Chi tiết Video | Lý Đăng Hưng 20' · Phạm Tấn Phát 26' |

| Hải Phương Nam - ĐHGĐ | 1–0            | Sài Gòn FC |
| --------------------- | -------------- | ---------- |
| Đoàn Văn Định 30'     | Chi tiết Video |            |

| Sanatech Sanest Khánh Hòa | 0–1            | Thái Sơn Bắc     |
| ------------------------- | -------------- | ---------------- |
|                           | Chi tiết Video | Trần Quang Vũ 4' |

| TTH Green Quảng Ninh | 0–1            | Sanna Khánh Hòa  |
| -------------------- | -------------- | ---------------- |
|                      | Chi tiết Video | Trần Anh Quý 37' |

### Trận phân hạng
| Cao Bằng FC                                      | 2–2            | Sanatech Sanest Khánh Hòa                             |
| ------------------------------------------------ | -------------- | ----------------------------------------------------- |
| Nguyễn Tuấn Thành 15' · Lưu Nhất Tiến 35'        | Chi tiết Video | Nguyễn Thanh Hùng 6' · Nguyễn Minh Tuấn 18'           |
| Loạt sút luân lưu                                |                |                                                       |
| Phạm Tấn Phát · Lý Đăng Hưng · Nguyễn Tuấn Thành | 1–2            | Ngô Chí Tiến · Lê Tự Quang Truyện · Nguyễn Thanh Hùng |

| Sài Gòn FC         | 1–3            | TTH Green Quảng Ninh                                             |
| ------------------ | -------------- | ---------------------------------------------------------------- |
| Trần Chí Nhật 3' · | Chi tiết Video | Trần Văn Trung 33' · Nguyễn Công Hải 36' · Phan Thành Nguyện 40' |

### Vòng bán kết
| Thái Sơn nam                          | 2–1            | Thái Sơn Bắc    |
| ------------------------------------- | -------------- | --------------- |
| Phạm Đức Hòa 9' · Dương Ngọc Linh 40' | Chi tiết Video | Vũ Đức Tùng 35' |

| Hải Phương Nam - ĐHGĐ | 1–4            | Sanna Khánh Hòa                                             |
| --------------------- | -------------- | ----------------------------------------------------------- |
| Lâm Tấn Phát 14' ·    | Chi tiết Video | Phan Khắc Chí 12' · Trần Anh Quý 31' · Nguyễn Phúc 34', 37' |

### Trận tranh Hạng Bảy
| Cao Bằng FC                                                  | 3–4            | Sài Gòn FC                                                     |
| ------------------------------------------------------------ | -------------- | -------------------------------------------------------------- |
| Nguyễn Thịnh Phát 8' · Đặng Phi Tiến 35' · Lưu Nhất Tiến 39' | Chi tiết Video | Lê Văn Tín 11', 14' · Nguyễn Thành Đạt 28' · Đào Duy Vương 32' |

### Trận tranh Hạng Năm
| Sanatech Sanest Khánh Hòa | 1–6            | TTH Green Quảng Ninh                                                                                         |
| ------------------------- | -------------- | --- |
| Phạm Huỳnh Đức 9'         | Chi tiết Video | Nguyễn Công Hải 5', 15' · Nguyễn Quang Huy 11' · Đặng Anh Tài 14' · Nguyễn Xuân An 33' · Trần Nhật Trung 35' |

### Trận tranh Hạng Ba
| Thái Sơn Bắc          | 2–5            | Hải Phương Nam - ĐHGĐ                                                              |
| --------------------- | -------------- | ---------------------------------------------------------------------------------- |
| Trần Quang Vũ 3', 39' | Chi tiết Video | Lương Thái Huy 9', 23', 38' · Nguyễn Hữu Thiện 12' · Trịnh Quang Vinh 37' (ph.l.n) |

### Trận chung kết
| Thái Sơn nam                           | 3–2            | Sanna Khánh Hòa                     |
| -------------------------------------- | -------------- | ----------------------------------- |
| Vũ Xuân Du 3' · Trần Thái Huy 27', 33' | Chi tiết Video | Mai Thành Đạt 13' · Nguyễn Phúc 20' |

## Tổng kết toàn giải
- Đội vô địch: Thái Sơn Nam
- Đội á quân: Sanna Khánh Hòa
- Đội hạng ba: Hải Phương Nam - Đại học Gia Định
- Đội Fair-play: Thái Sơn Nam
- Thủ môn xuất sắc nhất giải: Hồ Văn Ý (Thái Sơn Nam)
- Cầu thủ xuất sắc nhất giải: Khổng Đình Hùng (Sanna Khánh Hòa)
- Cầu thủ ghi nhiều bàn thắng nhất: Nguyễn Phúc (Sanna Khánh Hòa), Lương Thái Huy (Hải Phương Nam - Đại học Gia Định), Trần Quang Vũ (Thái Sơn Bắc), Nguyễn Công Hải (THH Green Quảng Ninh) với 3 bàn thắng.

## Truyền hình
Các trận đấu được truyền hình trực tiếp trên các kênh sóng VTC3, VOVTV và phát thanh trực tiếp trên kênh VOV3.